# Sebastian Francis
Sebastian Francis (Johor Bahru, 11 novembre 1951) è un cardinale e vescovo cattolico malese, dal 7 luglio 2012 vescovo di Penang.

## Biografia
Sebastian Francis è nato a Johor Bahru l'11 novembre 1951.

### Formazione e ministero sacerdotale
Ha compiuto gli studi di filosofia e teologia presso il seminario maggiore di Penang.
Il 28 luglio 1977 è stato ordinato presbitero per la diocesi di Malacca-Johor. In seguito è stato vicario parrocchiale della parrocchia di San Francesco Saverio a Malacca dal 1977 al 1980 e vicario parrocchiale della parrocchia dell'Immacolata Concezione a Johor Bahru nel 1981. Lo stesso anno è stato inviato a Roma per studi. Nel 1983 ha conseguito la licenza in teologia dogmatica alla Pontificia università "San Tommaso d'Aquino". Tornato in patria è stato vicario parrocchiale della parrocchia dell'Immacolata Concezione a Johor Bahru nel 1984; professore di teologia dogmatica, direttore spirituale del seminario maggiore di Penang, cappellano degli studenti universitari di Penang, amministratore parrocchiale della parrocchia dell'Immacolata Concezione a Paulau Ticus e coordinatore pastorale dal 1985 al 1988; vicario generale dal 1988 al 2001; parroco della parrocchia della cattedrale del Sacro Cuore a Johor Bahru dal 1988 al 2004; amministratore diocesano dal 2002 al 2003; di nuovo vicario generale dal 2003; parroco della parrocchia di San Luigi a Kluang dal 2004 al 2007; parroco della parrocchia dell'Immacolata Concezione a Paulau Ticus dal 2007 al 2011 e parroco della parrocchia di Cristo Re a Kulai dal 2011. Nel 1991 si è laureato in giustizia e pace alla Maryknoll School of Theology di New York.

### Ministero episcopale e cardinalato
Il 7 luglio 2012 da papa Benedetto XVI lo ha nominato vescovo di Penang. Ha ricevuto l'ordinazione episcopale il 20 agosto successivo nella chiesa parrocchiale di Sant'Anna a Bukit Mertajam dall'arcivescovo metropolita di Kuala Lumpur Murphy Nicholas Xavier Pakiam, co-consacranti il vescovo di Malacca-Johor Paul Tan Chee Ing e il vescovo emerito di Penang Antony Selvanayagam. Al rito erano presenti 10 000 cattolici e il ministro capo di Penang Lim Guan Eng.
Dal 1º gennaio 2015 al 1º gennaio 2017 è stato vicepresidente della Conferenza dei vescovi cattolici di Malaysia, Singapore e Brunei; della stessa è stato presidente dal 1º gennaio 2017 al 1º settembre 2023.
Nel febbraio del 2018 ha compiuto la visita ad limina.
Il 9 luglio 2023, al termine dell'Angelus, papa Francesco ha annunciato la sua creazione a cardinale; nel concistoro del 30 settembre seguente lo ha creato cardinale presbitero di Santa Maria Causa Nostrae Laetitiae.
È il secondo cardinale malese nella storia della chiesa ma primo come elettore al momento della nomina.
Il 12 maggio 2024 ha preso possesso del titolo cardinalizio.
Il 7 e 8 maggio 2025 ha partecipato come cardinale elettore al conclave che ha portato all'elezione di papa Leone XIV.

## Genealogia episcopale
La genealogia episcopale è:
- Arcivescovo François de Bovet
- Vescovo Jacques-Léonard Pérocheau, M.E.P.
- Vescovo Annet-Théophile Pinchon, M.E.P.
- Arcivescovo Eugène-Jean-Claude-Joseph Desflèches, M.E.P.
- Vescovo François-Eugène Lions, M.E.P.
- Vescovo Jean-Joseph Fenouil, M.E.P.
- Vescovo Marc Chatagnon, M.E.P.
- Vescovo Jean-Claude Bouchut, M.E.P.
- Vescovo Pierre Louis Perrichon, M.E.P.
- Vescovo Frédéric-Joseph-Marie Provost, M.E.P.
- Arcivescovo Michel Olçomendy, M.E.P.
- Arcivescovo Gregory Yong Sooi Ngean
- Cardinale Anthony Soter Fernandez
- Arcivescovo Murphy Nicholas Xavier Pakiam
- Cardinale Sebastian Francis